# Герати, Морис
Морис Герати (англ. Maurice Geraghty; 29 сентября 1908 — 30 июня 1987) — американский сценарист, режиссёр и продюсер.

## Биография
Морис Герати родился 29 сентября 1908 года в Рашвилле, штат Индиана, в семье американского сценариста Томаса Дж. Герати. Его брат Джеральд тоже был сценаристом, а сестра Кармелита Герати — актрисой немого кино и художницей.
Морис Герати в начале своей деятельности стал сотрудничать с разными студиями. Написал некоторое количество разнообразных сериалов и фильмов для киностудии Republic Pictures, несколько сценариев Герати использовались крупными студиями. Он начал карьеру в качестве продюсера RKO Pictures, и продюсера нескольких фильмов про «Сокола» .
Дебютной работой Герати стал киносериал «Приключения Рекса и Ринти» в 1935 году, в котором Морис выступил в качестве сценариста.
Герати в основном занимался написанием сценариев для фильмов, но в 1951 году он дебютировал в качестве режиссёра, сняв фильм «Меч Монте-Кристо».
В 1956 году он совместно с Робертом Бакнером написал сценарий для музыкального вестерна режиссёра Роберта Уэбба под названием «Люби меня нежно». Этот фильм стал актёрским дебютом в полнометражном кино знаменитого музыканта и актёра Элвиса Пресли.
Морис Герати скончался 30 июня 1987 года, в Палм-Спрингс, штат Калифорния.

## Избранная фильмография
- 1935 — Приключения Рекса и Ринти / The Adventures of Rex and Rinty
- 1935 — Призрак империи / The Phantom Empire
- 1935 — Борющиеся морские пехотинцы / The Fighting Marines
- 1936 — Подводное королевство / Undersea Kingdom
- 1936 — Линчеватели идут / The Vigilantes Are Coming
- 1936 — Робинзон Крузо на Клипер-Айленд / Robinson Crusoe of Clipper Island
- 1937 — По коням / Hit the Saddle
- 1938 — Таинственный Всадник / The Mysterious Rider
- 1942 — Брат Сокола / The Falcon’s Brother
- 1943 — Сокол и студентки / The Falcon and the Co-eds
- 1943 — Сокол наносит ответный удар / The Falcon Strikes Back
- 1943 — Сокол в опасности / The Falcon in Danger
- 1943 — Доброе утро, судья / Good Morning, Judge
- 1943 — Сокол в Мексике / The Falcon in Mexico
- 1944 — Сокол на Западе / The Falcon Out West
- 1945 — Сокол в Сан-Франциско / The Falcon in San Francisco
- 1948 — Кто убил доктора Роббина? / Who Killed Doc Robbin
- 1948 — Кнут / Whiplash
- 1949 — Красный каньон / Red Canyon
- 1951 — Меч Монте-Кристо / The Sword of Monte Cristo
- 1956 — Мохок / Mohawk
- 1956 — Люби меня нежно / Love Me Tender